# Nikolaiviertel

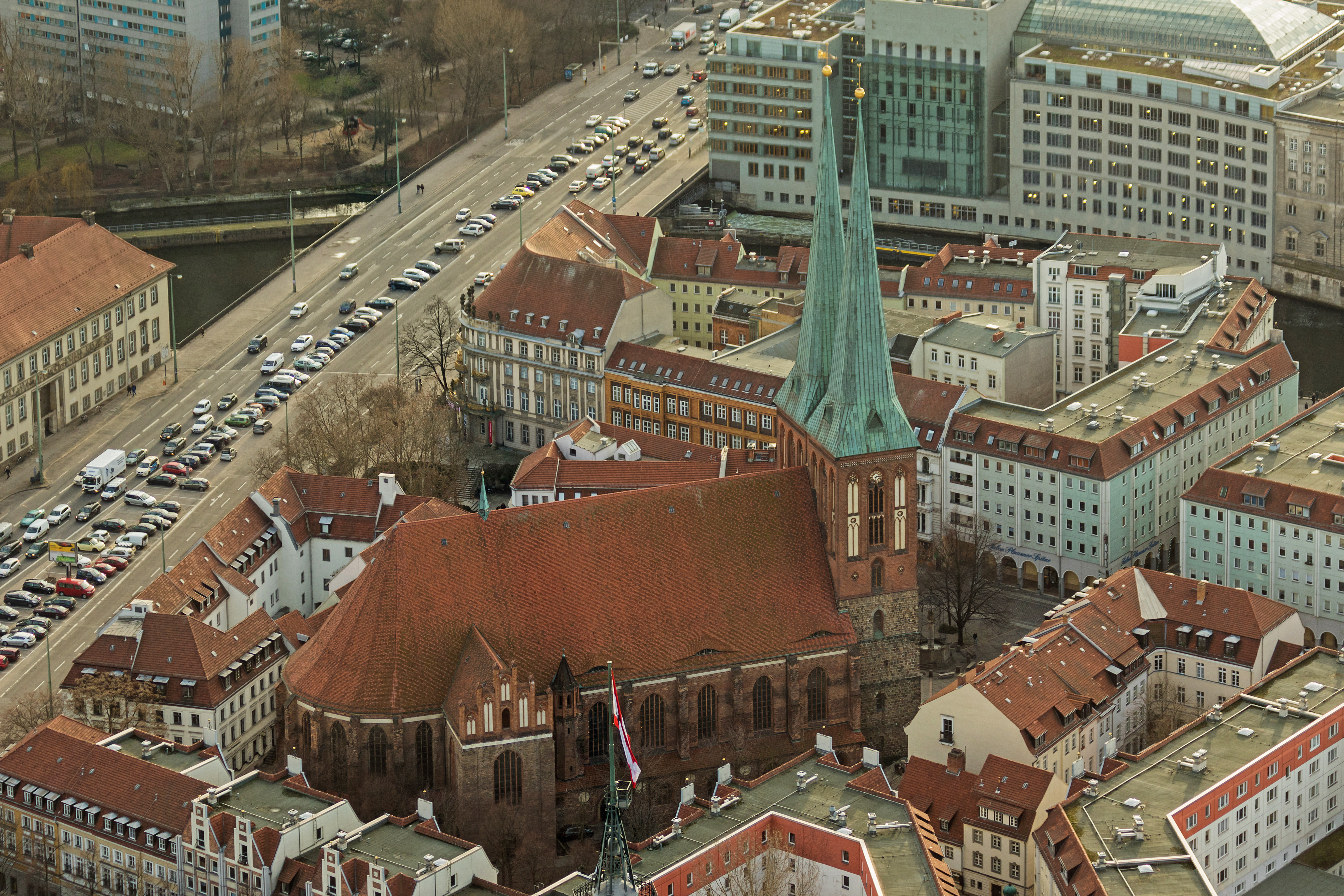
Zicht op het Nikolaiviertel vanuit de Fernsehturm

Het Nikolaiviertel (Nikolaiwijk) is een wijk aan de oostelijke oever van de Spree in Berlijn. De wijk ligt in het gebied Berlin-Mitte, niet ver van de Alexanderplatz. Het is het oudste woongebied van Berlijn en was tot 1990 een deel van Oost-Berlijn. In het midden van de wijk staat de Nikolaikirche.
De oorspronkelijke bebouwing van het gebied werd in de Tweede Wereldoorlog totaal verwoest. De restanten werden daarna opgeruimd en ruim 30 jaar bleef het gebied braak liggen. Slecht de ruïne van de Nikolaikerk herinnerde aan oude tijden. Ter gelegenheid van het 750-jarig bestaan van de stad Berlijn, ontwikkelde het stadsbestuur van Oost-Berlijn een plan voor de wederopbouw. De wijk werd in oude stijl herbouwd, maar men voerde geen volledige reconstructie uit. Duidelijk te zien is dit aan de gevels, die grotendeels volgens de prefabmethode, de zogenaamde Plattenbau zijn gebouwd. Het gebied werd na de herbouw ook wel spottend 'socialistisch Disneyland' genoemd. Tegenwoordig is het gebied bekend door de vele traditioneel-Duitse restaurants en bars.